# 노비파자르

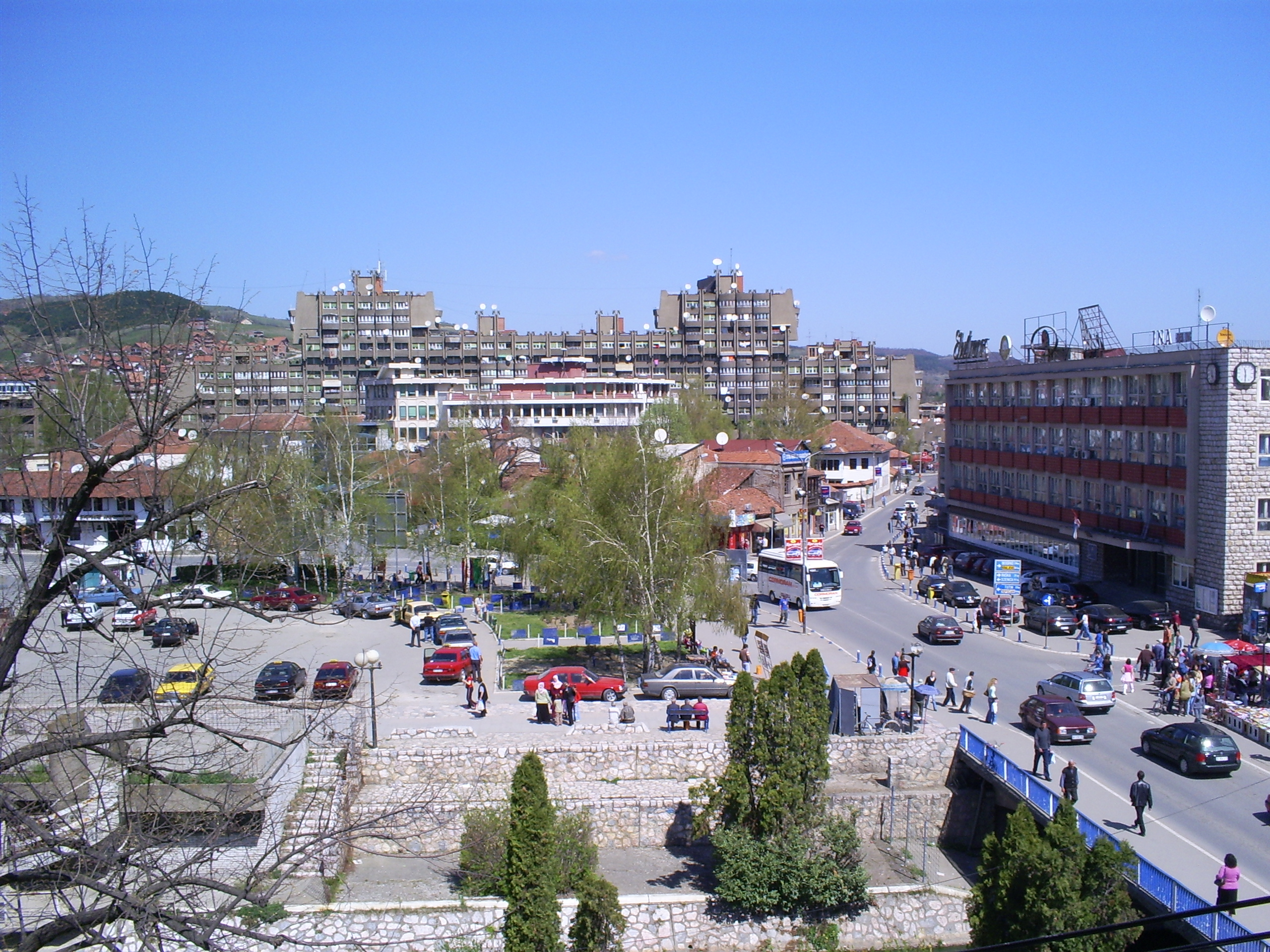
노비파자르 시가지

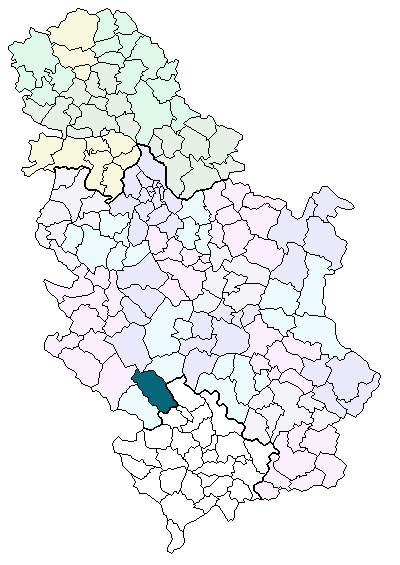
노비파자르의 위치

노비파자르(세르비아어: Нови Пазар / Novi Pazar)는 세르비아 남서부에 위치한 라슈카 구의 도시로 면적은 742km2, 도시 인구는 54,604명(2002년 기준), 지방 자치체 인구는 85,996명(2002년 기준)이다.
세르비아령 산자크(라슈카) 지방의 중심지이며 세르비아에 사는 보스니아인의 문화적 중심지 역할을 한다. 도시 이름은 튀르키예어로 "새로운 시장"을 뜻하는 단어인 '예니파자르'(Yeni Pazar)에서 유래된 이름이다.

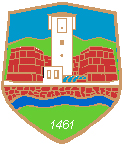
시 문장

## 역사
중세 세르비아 공국의 수도였던 스타리라스(Stari Ras)가 사라진 뒤에 설립된 것으로 추정된다. 스타리라스는 발칸반도 각지를 연결하는 무역로, 주요 도로에서 벗어나 있었기 때문에 노비파자르는 스타리라스의 문제점을 개선하기 위해 스타리라스 인근에 설립된 것으로 여겨진다.
1461년 오스만 제국의 보스니아계 장군이었던 이사베그 이샤코비치(Isa-Beg Ishaković)에 의해 도시 지위를 부여받았다. 오스만 제국 시대에는 두브로브니크, 니시, 소피아, 콘스탄티노폴리스, 테살로니키(살로니카), 사라예보, 베오그라드, 부다페스트 등 발칸반도와 중앙유럽 각지를 연결하는 거점 역할을 수행했다.
1878년 오스트리아-헝가리 제국의 지배를 받았지만 1908년 오스만 제국에 다시 편입되었다. 1912년 제1차 발칸 전쟁 중에 세르비아 왕국이 탈환했다.

## 인구
| 연도  | 인구    | ±% p.a. |
| ----- | ------- | ------- |
| 1948  | 44,020  | —       |
| 1953  | 50,189  | +2.66%  |
| 1961  | 58,776  | +1.99%  |
| 1971  | 64,326  | +0.91%  |
| 1981  | 74,000  | +1.41%  |
| 1991  | 85,249  | +1.43%  |
| 2002  | 85,996  | +0.08%  |
| 2011  | 100,410 | +1.74%  |
| 출처: |         |         |

## 기후
| Novi Pazar의 기후        | Novi Pazar의 기후 | Novi Pazar의 기후 | Novi Pazar의 기후 | Novi Pazar의 기후 | Novi Pazar의 기후 | Novi Pazar의 기후 | Novi Pazar의 기후 | Novi Pazar의 기후 | Novi Pazar의 기후 | Novi Pazar의 기후 | Novi Pazar의 기후 | Novi Pazar의 기후 | Novi Pazar의 기후 |
| 월                       | 1월               | 2월               | 3월               | 4월               | 5월               | 6월               | 7월               | 8월               | 9월               | 10월              | 11월              | 12월              | 연간              |
| ------------------------ | ----------------- | ----------------- | ----------------- | ----------------- | ----------------- | ----------------- | ----------------- | ----------------- | ----------------- | ----------------- | ----------------- | ----------------- | ----------------- |
| 일평균 최고 기온 °C (°F) | 2.7 (36.9)        | 5.6 (42.1)        | 11.1 (52.0)       | 15.5 (59.9)       | 20.1 (68.2)       | 23.6 (74.5)       | 26.1 (79.0)       | 26.4 (79.5)       | 22.7 (72.9)       | 16.5 (61.7)       | 8.8 (47.8)        | 4.3 (39.7)        | 15.3 (59.5)       |
| 일일 평균 기온 °C (°F)   | −0.6 (30.9)       | 1.6 (34.9)        | 6.3 (43.3)        | 10.2 (50.4)       | 14.6 (58.3)       | 18.0 (64.4)       | 20.1 (68.2)       | 20.1 (68.2)       | 16.7 (62.1)       | 11.4 (52.5)       | 5.2 (41.4)        | 1.2 (34.2)        | 10.4 (50.7)       |
| 일평균 최저 기온 °C (°F) | −3.9 (25.0)       | −2.4 (27.7)       | 1.5 (34.7)        | 5.0 (41.0)        | 9.2 (48.6)        | 12.5 (54.5)       | 14.1 (57.4)       | 13.8 (56.8)       | 10.7 (51.3)       | 6.4 (43.5)        | 1.6 (34.9)        | −1.8 (28.8)       | 5.6 (42.0)        |
| 평균 강수량 mm (인치)    | 71 (2.8)          | 64 (2.5)          | 66 (2.6)          | 74 (2.9)          | 92 (3.6)          | 78 (3.1)          | 68 (2.7)          | 62 (2.4)          | 69 (2.7)          | 80 (3.1)          | 93 (3.7)          | 83 (3.3)          | 900 (35.4)        |
| 출처:                    |                   |                   |                   |                   |                   |                   |                   |                   |                   |                   |                   |                   |                   |